# Latarnia morska w Kłajpedzie
Latarnia morska w Kłajpedzie (lt.):Klaipėdos švyturys) – znajduje się w Kłajpedzie na Litwie, w odległości 500 m od Bałtyku.

## Historia
Latarnia morska została zbudowana w 1796 roku, jako trzeci tego typu obiekt nad Bałtykiem, po Gdańsku i Travemünde. Oryginalny zasięg światłą wynosił tylko 4 km. W 1815 roku latarnię wyposażono w nowy system oświetleniowy. W czasie II wojny światowej latarnię doszczętnie zniszczono i dopiero w 1953 roku odbudowano.